# Aaron Arrowsmith
Aaron Arrowsmith (1750-1823) fue un cartógrafo, grabador y editor inglés, miembro fundador de la prestigiosa familia Arrowsmith de geógrafos.
Aaron Arrowsmith se mudó desde Soho Square, en Londres a Winston en el condado de Durham cuando tenía 20 años de edad, siendo contratado por John Cary como grabador en metales y por William Faden, responsable de la oficina del hidrógrafo del Rey de Inglaterra. En enero de 1790 se hizo famoso por una gran carta del mundo hecha con la proyección de Mercator. Cuatro años más tarde publicó otro gran mapa del mundo en proyección globular, acompañado de un volumen con las explicaciones de los hitos. Los mapas de América del Norte (1796) y Escocia (1807) son los más celebrados de sus muchas producciones posteriores. Dejó dos hijos, Aarón y Samuel, el mayor de los cuales fue el compilador del Eton Comparative Atlas, de un Biblical atlas, y de varios manuales de geografía. Aaron Arrowsmith, el mayor, fue el responsable de organizar el volumen de los mapas para la Rees's Cyclopaedia, 1802-1819. 
El negocio continuó manejado en compañía de John Arrowsmith (1790-1873), sobrino del anciano Aaron. En 1821, publicaron un mapa más completo de América del Norte elaborado a partir de una combinación de los mapas obtenidos por la Compañía de la Bahía de Hudson y uno de los mapas antiguos de Aaron. En 1834, John publicó su Atlas de Londres, siendo el mejor conjunto de mapas que existía hasta ese entonces. Le siguieron mapas de Australia, América, África e India, siendo de valioso contenido para la época. En 1863 recibieron la medalla de la Royal Geographical Society.
Sus mapas adquirieron reputación y prestigio debido al grado de detalles que incluía en sus mapas. Sin embargo, debido al uso indiscriminado de fuentes y materiales para desarrollar sus mapas, éstos poseían grandes e importantes errores geográficos.
El monte Arrowsmith, situada al este de Port Alberni en la isla de Vancouver, Columbia Británica, fue nombrado en memoria de Aaron Arrowsmith y su sobrino John Arrowsmith.

## Mapas publicados

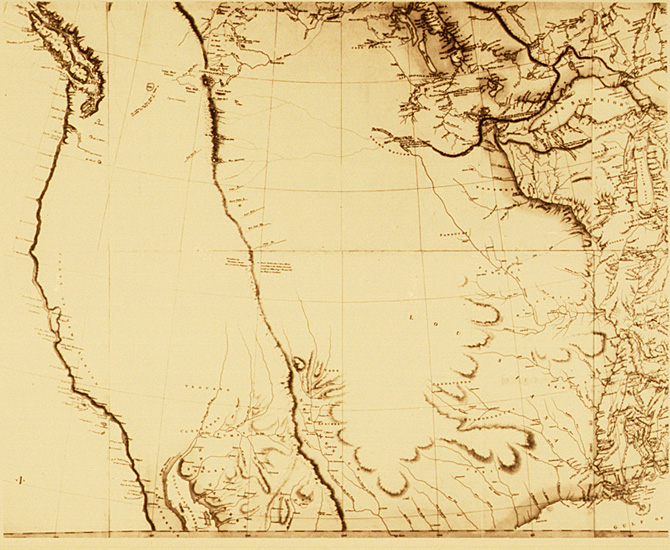
«Map Exhibiting All the New Discoveries in the Interior Parts of North America», mapa de Arrowsmith fechado el 1 de enero de 1795

- Chart of the world on Mercator's projection, exhibiting all the new discoveries to the present time: with the tracks of the most distinguished navigators since the year 1700, carefully collected from the best charts, maps, voyages, &c extant. , 1790 (8 hojas)
- A Map Exhibiting All the New Discoveries in the Interior Parts of North America, 1 de enero de 1795 (Otras ediciones 1801, 1802, 1804 y 1816 featuring roads)
- Chart of the South Pacific,  1798
- A New Map of Africa, 1802
- Chart Of The West Indies And Spanish Dominions In North America, 1803 (4 hojas)
- A New Map of Mexico and Adjacent Provinces Compiled from Original Documents., 1810 (4 hojas)
- Map of Countries Round the North Pole, 1818
- Ogden map (North America), 1821 (2.ª edición, 1834)